# GeeBee
GeeBee（ジービー）は、2010年4月2日からテレビ西日本で放送されていた情報番組。番組開始当初は金曜日の25:05 - 25:35（以下JST）に放送されていたが、2011年4月14日放送分から木曜日24:35 - 25:05に移動し、木曜日24:25 - 24:55に放送して来たが、2016年3月31日の放送をもって終了した。

## 概要
G（グルメ）とB（ビューティー）の情報を中心とした女性向けの情報番組である。かつてソニー・マガジンズが刊行していた音楽雑誌『GB』（ギターブックの略）との関係性はない。
福岡市の出版社サンマークと協力してクロスメディアを行っているのが大きな特徴である。番組と連動した月刊のWebマガジン（2012年4月号まではフリーペーパーであった）を発行しているほか、コーナーから派生したフリーペーパー「華ょ姐のメッシュラン」も出版し、県内で配布している。
また、ゲストを招いて主に女性を対象としたイベントを時折行っている。ゲストとして招かれた芸能人には道端カレンのほか西野カナ、アンミカ、あやまんJAPAN、Rake、Fumika、沢村一樹などがいる。また2014年7月24日放送には、きゃりーぱみゅぱみゅもゲスト出演しており、矢野ペペと井上りなが初対面した。

## 出演者
- 小山優子（モデル）
- 井上りな（四色定理メンバー←QunQunキャプテン）
- 藤田可菜（モデル、タレント）
- 内田夏美（大学生）
- 神崎思帆
- 今田美桜
- 宮崎琴菜
- 矢野ペペ（パラシュート部隊）
- 華ょ姐（福岡の美容と食が大好きな女性とされる（いわゆる山本華世の男性ヴァージョン）。「華ょ姐のメッシュラン」「千里の道もメッシュから」といったコーナーを担当している。ゴリけんとの共演も多い。）
- つのせかえ　（テレビ西日本アナウンサー。ナレーターとして出演）

### GeeBeeレディーズ・GeeBeeボーイフレンズ
福岡の「イケてる」アラフォー女性・イケメン代表。ときおり番組に登場する。メンバーは主にモデルで構成されている。詳細は以下の通り。
GeeBeeレディーズ
- 角田華子 - フリーアナウンサー。セントフォース所属。
- 中西久美 - RKB出身のフリーアナウンサー、フルート奏者。
- 綾野みゆき - モデル。ノワール所属。
- 葉月 - モデル、同上。
- 里村亜希子 - モデル。同上。
- 秋元カナ - モデル。ラフェイス所属。
- SHOKO - ラテンダンスインストラクター、ダンスグループ「Mar Y Sol」リーダー。

GeeBeeボーイフレンズ
- ボビー・ジュード - タレント、料理研究家。
- リーピン - モデル。ネオ・インパクト所属。
- 百市道徳 - モデル。ノワール所属。
- Ryohei - モデル。同上。
- 炭矢尚輝 - モデル。同上。
- 松藤和成 - モデル。リーズオフィス所属。
- 田中宏和 - モデル。シナプス所属。

## 過去の出演者
- 牧尾結衣（TNC・元アナウンサー。ナレーターとして出演）
- 小川あみ（モデル）
- 四位知加子　（TNCアナウンサー。ナレーターとして出演）
- 道端カレン
- MJ（モデル）
- 出口麻綾（TNCアナウンサー。ナレーターとして出演）
- 樺島彩（元モデル時代に出演。現・MBC南日本放送アナウンサー）
- 黒田あゆみ（モデル）
- 瀬戸さおり（モデル）
- 山本由貴（モデル、タレント）
- 明石昌子（モデル）

## 備考
プライムタイム枠番組（金曜日時代は『金曜プレステージ』）の枠拡大時は放送時間が繰り下がる場合がある。また、年末年始特番以外では、以下の特番放送時に番組自体が休止となった。
- 2011年3月11日：同日に発生した東日本大震災関連の報道特別番組が放送されたため臨時休止。
- 2012年3月29日：2012年世界フィギュアスケート選手権中継が21:30 - 24:08で放送された影響で、ニュースJAPAN&すぽると!が24:20 - 25:25に繰り下がったため休止。
- 2012年8月16日：プロ野球『ソフトバンク×ロッテ』（於・福岡ドーム）の録画中継放送のため休止。
- 2015年10月1日：フジテレビの4夜連続ドラマ「それでも僕は君が好き」を同時ネットしたため休止。